# Anghel Saligny
Anghel I. Saligny (n. 19 aprilie 1854, Liești, România – d. 17 iunie 1925, București, România) a fost academician, inginer constructor, inventator și inovator, ministru și pedagog român, fiind considerat unul dintre pionierii tehnicii mondiale în proiectarea și construcția podurilor, docurilor portuare și a silozurilor cu structură metalică, respectiv de beton armat, și unul dintre întemeietorii ingineriei românești.

## Biografie
Anghel Saligny s-a născut în data de 19 aprilie 1854, în comuna Șerbănești, Ținutul Tecuciului, Principatul Moldovei (actualmente județul Galați). Tatăl său, Alfred Rudolf de Saligny, descindea dintr-o familie franceză hughenotă iar mama sa era poloneză. A avut un frate cu un an mai mare, Alfons Oscar I. Saligny (1853 - 1903), care a devenit un chimist cunoscut, membru corespondent al Academiei Române, și o soră, Sofia Saligny, împreună cu care a făcut clasele superioare de liceu la Potsdam.
A urmat primele clase de școală la pensionul de copii din Focșani, înființat de tatăl său, Alfred Saligny, pedagog de origine franceză din Alsacia, stabilit în România, apoi a urmat studiile secundare, la gimnaziul din Focșani, Colegiul Național Unirea, din aceeași localitate, și ulterior, liceul în Germania, la Potsdam. Fiind inițial atras de astronomie, a frecventat cursurile Universității din Berlin, avându-l ca profesor și pe celebrul fizician Hermann von Helmholtz (1821 - 1894). În perioada 1870-1874 a urmat studiile inginerești la Școala Tehnică Superioară Charlottenburg (Technischen Hochschule Charlottenburg), unde erau profesori inginerii Johann Wilhelm Schwedler și Otto Franzius.
A lucrat sub conducerea profesorului Georg Christoph Mehrtens, la construcția căii ferate Cottbus-Frankfurt (Oder) și, sub conducerea lui Gheorghe Duca (în perioada 1877-1879), la construcția căii ferate Ploiești-Predeal.
A murit pe 17 iunie 1925, în București.

## Opera inginerească
Anghel Saligny a fost un remarcabil inginer constructor, premergător mondial al științei construcțiilor metalice și de beton armat, realizator de multiple invenții și soluții unice în proiectarea și construirea podurilor și a construcțiilor industriale, pentru fundația cheiurilor portuare și a docurilor, precum și a silozurilor de grâu prin folosirea prefabricatelor de beton, toate în premieră mondială. A proiectat liniile ferate Adjud - Târgu Ocna, realizând primele poduri combinate - șosea și cale ferată din țara noastră (1881 - 1882). A proiectat și construit numeroase poduri metalice, înlocuindu-le pe cele necorespunzătoare, executate de firme străine, așa cum ar fi podul peste Siret, la Cosmești, de 430 m lungime (1888). Sprijinindu-se pe invenții proprii, construiește, pentru prima oară în lume, silozuri din beton armat la Brăila și Galați. 

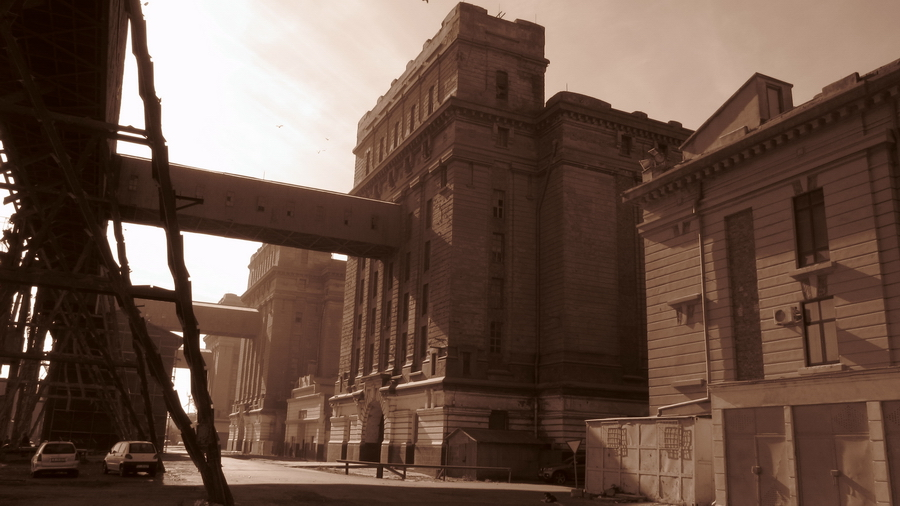
Silozurile Anghel Saligny din portul Constanța

Între 1884 - 1889 a lucrat la construcția docurilor și antrepozitelor de la Galați și Brăila, dând soluții total originale, printre care: construcția fundațiilor pe straturi de fascine și piloți pentru cheiuri, a bazinelor de legătură cu Dunărea pentru silozuri și folosirea, pentru prima oară în lume, a betonului armat în construcția silozurilor. Pe baza unor invenții proprii, Anghel Saligny a construit, în premiera mondială, silozurile din beton armat, de la Brăila (1888) și Galați (1889), la numai două decenii după ce francezul Joseph Monier (1823 - 1906) obținuse, în 1867, primul brevet pentru elemente de construcții (grinzi, plăci, stâlpi) din beton armat, acest material puțin studiat în acele timpuri. Silozurile proiectate și executate, sub directa îndrumare a lui Anghel Saligny, puteau cuprinde peste 25.000 tone cereale (aveau 30 m x 120 m la bază și peste 18 m înălțime). Pereții celulelor hexagonale ale silozurilor au fost realizați, tot în premieră mondială, din piese fabricate la sol, sub formă de plăci. Prefabricarea plăcilor la sol, colțurile de rigidizare și de joncțiune, sudura barelor metalice și mecanizarea la montaj constituie alte priorități pe plan mondial. În perioada 1884 - 1901, ca șef al Serviciului docuri, și din 1877, ca Șef al Serviciului lucrărilor noi din Direcția Generală a Căilor Ferate Române, soluționează problema înlocuirii podurilor de lemn cu poduri metalice, cu console fără culee, pe linia ferată Filiași - Târgu Jiu (1886).
Lucrarea sa cea mai importantă este proiectarea în 1888 și construcția între 1890 - 1895 a podului peste Dunăre de la Cernavodă, care era, la acea vreme, cel mai lung din Europa și printre cele mai importante poduri metalice cu deschidere mare din lume. Proiectul elaborat de Saligny aducea două mari inovații în construcția de poduri: sistemul nou de grinzi cu console pentru suprastructura podului și folosirea oțelului moale în locul fierului pudlat ca material de construcție pentru tabliere de poduri. Între anii 1889 și 1909 a condus lucrările de amenajare ale portului Constanța, introducând pentru prima oară în România piloții și radierele din beton armat în construcțiile portuare și proiectând silozurile de cereale și stația de petrol. Printre celelalte lucrări ale sale se numără linia de cale ferată Târgu Jiu - Filiași, tunelul de cale ferată din Valea Mostiștei, portul Ramadan (Giurgiu), etc.

## Complexul de poduri de la Cernavodă

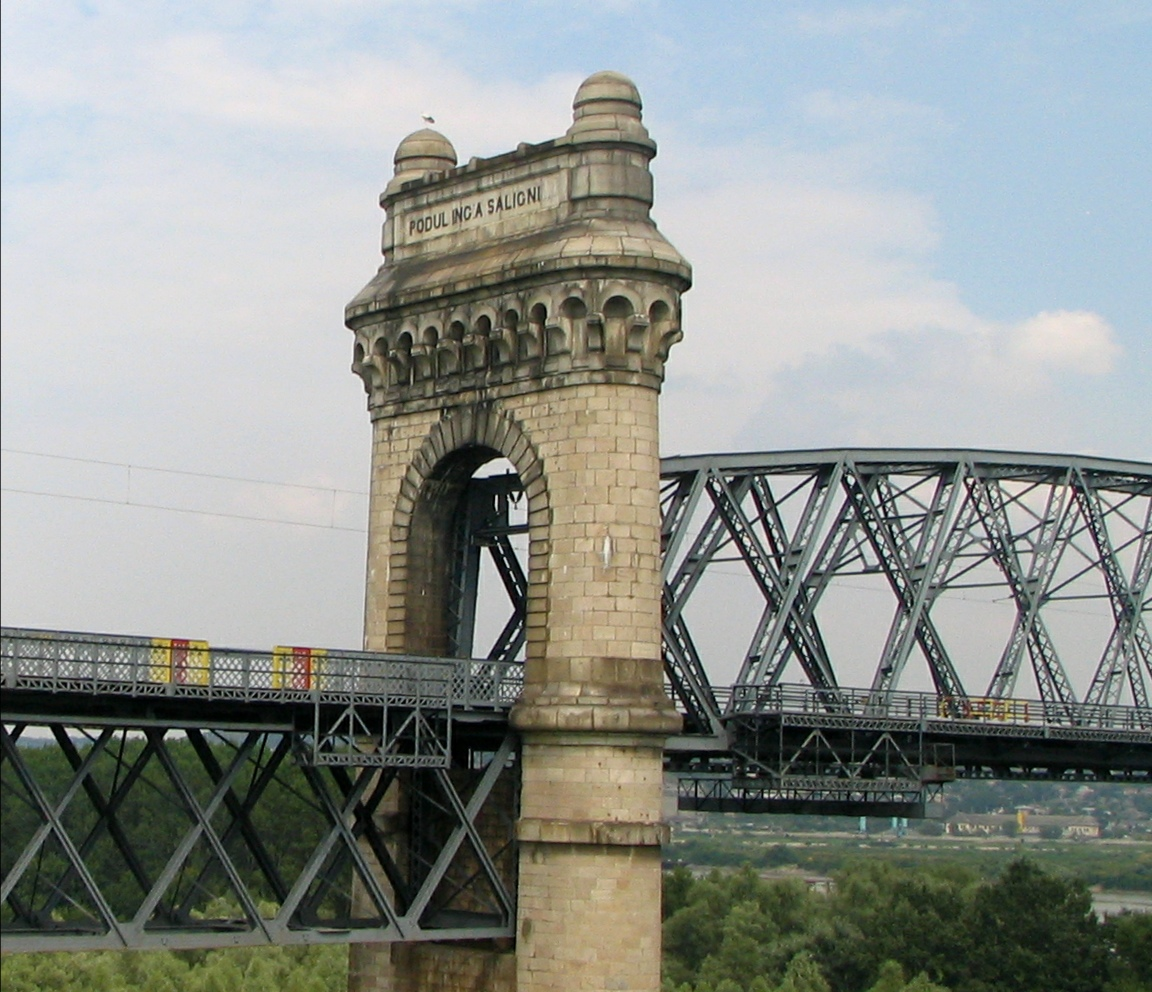
Podul lui Saligny de la Cernavodă

În anul 1885, ca de obicei când era vorba de mari lucrări inginerești publice, guvernul român a organizat un concurs internațional pentru proiectul unui pod de cale ferată peste Dunăre, la Cernavodă. Nemulțumită de ofertele prezentate de firme străine, atât Comisia de adjudecare a ofertelor, alcătuită din specialiști români și străini, cât și Direcția generală a Căilor Ferate Române iau decizia de a încredința dificila lucrare inginerului român Anghel Saligny și colaboratorilor săi.
Astfel, la 21 octombrie 1890, în prezența regelui Carol I, era marcată începerea lucrărilor pentru noul pod. La numai cinci ani de la începerea lucrărilor, în ziua de 14 septembrie 1895, în prezența regelui și a unei numeroase și entuziaste asistențe, era inaugurat sistemul de poduri de cale ferată ce traversează Dunărea între Fetești și Cernavodă, proiectat și construit sub coordonarea lui Anghel Saligny și purtând numele regelui Carol I.
Așa cum o dovedește însăși împlinirea unui secol (1895 - 1995) de funcționare neîntreruptă, sistemul de poduri de la Cernavodă este o adevărată operă de artă inginerească, cea mai grandioasă de acest fel din Europa continentală la ora construirii sale și încă multă vreme după aceea.
Sistemul cuprinde două poduri principale, cu deschideri între 140 și 190 metri și cu o înălțime liberă de 30 de metri, precum și o serie de alte lucrări. Dintre numeroasele soluții absolut originale care au fost aplicate cu succes la realizarea podului de la Cernavodă, vom aminti aici numai una: folosirea, în premieră mondială la astfel de lucrări, a oțelului moale – fapt ce a contribuit la durabilitatea acestei lucrări, dovedită timp de 100 de ani.
Complexul original de poduri de la Cernavodă se compunea dintr-un pod peste brațul Borcea (unul dintre brațele Dunării), unul peste Dunăre și un viaduct peste balta Iezerului, desființat în 1969, în urma desecării acestei bălți, și înlocuit cu un terasament de rambleu. Podul de la Cernavodă a fost, la acea vreme, cel mai lung pod din Europa și unul dintre principalele poduri metalice cu deschidere mare din lume având o deschidere de 4.088 m între malul stâng și cel drept al văii Dunării.
Podul de la Cernavodă, dublat astăzi de un sistem de poduri combinate, construit tot de ingineri români, rămâne cel mai important simbol al ingineriei românești din perioada de început, examenul său de maturitate, trecut cu strălucirea dată de împlinirea secolului de existență și funcționare neîntreruptă.

## Lucrări

### Construcții și structuri
- „Gara Mare” din Târgu Ocna (1884)[3]
- „Teledinamicul de la Târgu Ocna” (1885) - primul funicular din România.[3]
- Antrepozitele de la Brăila și Galați (1885-1891)[4]
- Silozurile Anghel Saligny, Constanța (1909-1915) - primele silozuri de beton din lume.

### Căi ferate și poduri
- Calea ferată Ploiești–Predeal (1877-1879)[4]
- Calea ferată Adjud-Târgu Ocna (1881-1884)[5]
- „Podul Alb”, podul metalic de peste râul Trotuș din Onești (1881) - primul pod combinat (cale ferată și șosea) din România.[5]
- Calea ferată Bârlad - Vaslui - Iași[4]
- Podurile Regele Carol I, Fetești - Cernavodă (1890-1895) - cele mai mari din Europa la acea vreme.[4]